# Chabarskij rajon
Il Chabarskij rajon (in russo Хабарский район?) è un rajon del kraj dell'Altaj, nella Russia asiatica.